# Club Atlético Boca Unidos
El Club Atlético Boca Unidos es una entidad deportiva ubicada en la ciudad de Corrientes, Argentina. Fue fundada el 17 de julio de 1927 y participa en el Torneo Federal A, tercera división del fútbol argentino para los clubes indirectamente afiliados a la AFA. Su mayor logro fue el ascenso a la Primera B Nacional, el cual obtuvo como campeón del Torneo Argentino A 2008-09.
El 19 de octubre de 2014 inauguró oficialmente la primera etapa de su estadio en el encuentro frente a Ferro Carril Oeste. Anteriormente, al no poseer estadio jugaba en el de Huracán Corrientes.

## Historia
Fue fundado el 4 de marzo de 1927 por un grupo de jóvenes de Corrientes, con la intención de participar de torneos amateurs de fútbol regional.
Pero el éxito le fue esquivo al aurirrojo. En 1983 realizó un esfuerzo económico para llevar al club a Leopoldo Jacinto Luque, histórico goleador de River Plate y de la Selección Nacional. Sin embargo, sus antecedentes de goleador de gran categoría no se correspondieron con su actuación en la Liga Correntina. En el Torneo Regional 83/84 (que clasificaba al Torneo Nacional 1984) Boca Unidos formó parte del Grupo 5 con otros diez equipos que pertenecían a las provincias de Chaco, Corrientes, Formosa y Misiones. Llegó a la final que disputó contra Unión de General Pinedo (Chaco). El primer partido se jugó el 22 de enero de 1984 en la ciudad de Charata (Chaco), el resultado fue Unión de General Pinedo (0), Boca Unidos de Corrientes (0). El empate ilusionó a los correntinos quienes ya se sentían campeones regionales. Sin embargo, el inolvidable y duro revés tuvo lugar en la sede del Lipton Football Club de Corrientes el 29 de enero de 1984, donde perdió 3-4 con el visitante, y malogró así una oportunidad histórica de ascender al Nacional
La revancha llegó dos años después. Esta vez a la Liga Correntina se le había otorgado una plaza para disputar el Torneo Nacional "B" 86/87 y ésta organizó el Torneo Regional, que constaba en dos Zonas: "A" y "B". Deportivo Mandiyú salió campeón de la Zona "A" y Boca Unidos de la "B", por lo que los dos campeones debían medirse en dos partidos de ida y vuelta para determinar quien se quedaría con la plaza para el Nacional.
Nuevamente, la cancha de Lipton fue el escenario verdugo para una nueva frustración de los "aurirrojos". El partido de ida fue el 18/5/1986, donde Boca Unidos perdió 1-2 contra Deportivo Mandiyú. El partido de vuelta fue el 25/5/1986 en la misma cancha y el partido finalizó con idéntico resultado.
De cualquier modo, en los años venideros se hicieron esfuerzos por torcer la historia, se contrató a Francisco "Pancho" Sá para que se hiciera cargo de la dirección técnica del Club, se trajeron jugadores de nivel como René Arregui y Omar Larrosa. Pero no se lograron los resultados pretendidos y el equipo cayó en una etapa de ostracismo.
La revolución se inició con el nuevo milenio. En el año 2000 se comenzó a gestar una transformación del club, se contrató a Gustavo Jones como Coordinador General de las Divisiones Inferiores del Fútbol y se inició una búsqueda de talentos en la región para integrar el plantel de primera.
Así fue como varios refuerzos llegaron provenientes de Chaco, Formosa y Misiones a integrar y reforzar la plantilla. Las victorias en la Liga Correntina se empezaron a sumar y luego de años de sequía el equipo obtuvo los títulos Clausura 2000, Apertura y Clausura 2001 y Clausura 2002.
El Torneo Argentino B, en su composición actual, lo encontró como un actor importante, junto a Textil Mandiyú (continuador de Dep. Mandiyú) fueron los protagonistas correntinos de aquel torneo.
En la temporada 2006/2007 por fin sucedió el momento tan esperado, después de un invicto de veinte partidos llegó a la final con Central Córdoba de Santiago del Estero. En esa oportunidad el conjunto que dirigía Arsenio Ribeca ganó primero de local por 1 a 0, en cancha de Huracán con un gol de Víctor Galarza. La vuelta fue en Santiago del Estero por 0 a 2 para conseguir el ansiado ascenso a la tercera categoría del fútbol argentino. Aquella tarde del domingo 3 de junio de 2007, Silvio Giovenale abrió la cuenta para Boca Unidos, mediante un penal y el segundo que sentenció la serie lo marcó el goleador el equipo de la ribera en la temporada (17 goles), Cristian Núñez. Por fin había logrado superar una categoría nacional y coronarse campeón por primera vez en la historia.
Luego de estabilizarse en el Torneo Argentino "A", en la temporada 2008/2009, de la mano de Frank Darío Kudelka, Boca Unidos estaba preparado para hacer historia nuevamente. Fue así como llegó a la final del Torneo Argentino "A" habiendo sido el mejor equipo de aquella temporada. La final la disputaron con Patronato de Paraná. El partido de ida se jugó en suelo entrerriano, donde Patronato ganó 1-0. En la vuelta como local, Boca Unidos con un gol de Cristian "Ogro" Núñez ganó por el mismo marcador que había perdido en el partido de ida, lo que forzó la definición desde los doce pasos. Allí, el aurirojo fue más efectivo y ganó 4-2, para lograr así el tan ansiado ascenso.
El 30 de abril de 2018 descendió al Federal A tras 9 años en el Nacional B al caer derrotado por Sarmiento de Junín (0-1) en la última fecha de la temporada 2017-18.

## Estadio
El Estadio Leoncio Benítez cuenta con una capacidad para aproximadamente 19.800 espectadores, es el estadio con mayor capacidad en la provincia de Corrientes.
Fue inaugurado el 19 de octubre de 2014 ante Ferro Carril Oeste. 
Se encuentra en Trento 2154, ciudad de Corrientes.

## Datos del club

### Temporadas
- Temporadas en segunda categoría: 12
  - Temporadas en Torneo Regional: 3 (1978, 1982, 1984)
  - Temporadas en Primera B Nacional: 9 (2009-2018)
- Temporadas en tercera categoría: 14
  - Temporadas en Torneo del Interior: 5 (1986-1988, 1990-91, 1992-93)
  - Temporadas en Argentino A: 2 (2007-2009)
  - Temporadas en Federal A: 7 (2018-)
- Temporadas en cuarta categoría: 8
  - Temporadas en Argentino B: 8 (1995-1997, 2001-2007)

- Participaciones en Copa Argentina: 6 (2011-2015, 2018-2020)

## Uniforme
- 2019

### Patrocinadores e indumentaria
| Período          | Proveedor    |
| ---------------- | ------------ |
| 1979-1984        | Uribarri     |
| 1985-1993        | Nanque       |
| 1993-1999        | Uhlsport     |
| 1999-2001        | Diadora      |
| 2001-2004        | Flash        |
| 2004-2005        | Dana         |
| 2005-2006        | Athix        |
| 2006-2007        | Balompié     |
| 2007-2009        | Sport 2000   |
| 2009-2010        | Kappa        |
| 2010-2012        | Sport 2000   |
| 2012-2013        | Kappa        |
| 2013-2016        | Joma         |
| 2016-2018        | Sport Lyon   |
| 2018-2019        | Marca Propia |
| 2019 en adelante | Retiel       |

| Período          | Proveedor |
| ---------------- | --- |
| 1984-1989        | Jawa |
| 1989-1992        | Cablex |
| 1992-1994        | Rosamonte |
| 1994-2001        | Lotería Correntina |
| 2001-2004        | Radio La Red FM 107.1 |
| 2004-2007        | Aguas de Corrientes |
| 2008-2009        | Lotería Correntina/Aguas de Corrientes                                                                                          |
| 2009-2010        | Ersa/Lotería Correntina/Aguas de Corrientes                                                                                     |
| 2011-2012        | Ersa/Lotería Correntina/Arriba Corrientes/Ara/Luzzi/Cetrogar/Drogeria Avenida                                                   |
| 2012-2013        | Ersa/Arriba Corrientes/Lotería Correntina/Rapicuotas/Ara/Luzzi/Cetrogar/Drogeria Avenida                                        |
| 2013-2014        | Ersa/Arriba Corrientes/Lotería Correntina/Rapicuotas/Ara/Luzzi/Habitat                                                          |
| 2014-2015        | Ersa/Arriba Corrientes/Lotería Correntina/Banco de Corrientes/Previsora del Paraná/Rapicuotas/Ara/Luzzi/Sinteplast              |
| 2015-2016        | Ersa/Arriba Corrientes/Lotería Correntina/Banco de Corrientes/Previsora del Paraná/Rapicuotas/Drogeria Avenida/Luzzi/Sinteplast |
| 2016-2017        | Ersa/Lotería Correntina/Arriba Corrientes/Banco de Corrientes/Rapicuotas/Ara/Luzzi/Previsora del Paraná                         |
| 2017-2018        | Ersa/Vamos Corrientes/TMC Hormigones/Secco/Lotería Correntina/Ara/Luzzi/Previsora del Paraná                                    |
| 2018-2019        | Vamos Corrientes/Escudo Seguros/Luzzi                                                                                           |
| 2019-2021        | Corrientes Somos Todos/Luzzi |
| 2022 en adelante | Corrientes Somos Todos/Lotería Correntina/Luzzi                                                                                 |

## Rivalidades

### Clásico correntino
El Clásico correntino, es el derbi futbolístico que enfrenta a Boca Unidos con el Club Deportivo Mandiyú. Se lo conoce con este término, dado que se trata del enfrentamiento entre dos de los equipos con  mayor número de simpatizantes en la capital correntina. Esta rivalidad tuvo sus páginas escritas a nivel nacional y también tuvo continuidad, a pesar de la desaparición provisoria de Mandiyú por cuestiones judiciales y económicas, gracias a la posterior creación del Club Social y Deportivo Textil Mandiyú, considerado como continuador del legado del desaparecido Deportivo Mandiyú. La rivalidad continuó tras la reaparición del Mandiyú original en 2010, ya sea contra los dos clubes por separado, como contra ambos definitivamente unificados como Deportivo Mandiyú desde 2016.

### Clásico del Barrio Camba Cuá
Es el derbi que sostiene Boca Unidos contra el Club Social y Deportivo Camba Cuá. Es un enfrentamiento que se da en el contexto de que ambos clubes fueron fundados en el Barrio Camba Cuá de la Ciudad de Corrientes y que persiste más allá de la diferencia de edad de ambas instituciones (Boca Unidos se fundó en 1927 y Camba Cuá en 1986) y de los múltiples cambios que experimentase Boca Unidos, tanto en la fase social y deportiva, como en lo físico tras el traslado de su sede al Barrio 17 de Agosto. Aun así, los duelos son tomados como verdaderos clásicos entre ambos clubes.

### Ferroviario-Boca
Una rivalidad histórica de Boca Unidos, es la que mantiene con el Ferroviario Corrientes Fútbol Club (antes Club Sportivo Ferroviario). La misma se sucedió en un contexto de cercanías territoriales, ya que el solar fundacional de Ferroviario se halla en el barrio Arazaty, sobre la actual cabecera del Puente General Belgrano y lindando al norte con el Barrio Camba Cuá, del cual es originario Boca Unidos. La rivalidad se sostuvo a lo largo de los años, aún después del traslado de Ferroviario al Barrio San Benito y del reciente traslado de Boca Unidos al Barrio 17 de Agosto. La misma surgió desde la creación en 1938 de Ferroviario, habiendo sido Boca Unidos previamente fundado en 1927, por lo que sus territorios y los de Ferroviario siempre estuvieron en contacto. En efecto, la Avenida 3 de abril separa a los barrios Camba Cuá al norte, del San Benito en el sur. Esta particularidad también sirve como pretexto para vivir los partidos entre ambos con gran intensidad, además de considerar la buena racha de ambas instituciones dentro de la Liga Correntina de fútbol, estando ambos entre los más ganadores.

### Clásico Huracán-Boca
Es el enfrentamiento que Boca Unidos sostiene contra su par Huracán Corrientes, considerado también un "clásico de grandes" por tratarse de dos de los equipos con mayor número de simpatizantes en la Provincia, a la vez de ser dos de los tres equipos (junto a Mandiyú) en haber participado en las ligas mayores del fútbol argentino, a pesar de que Boca Unidos nunca pudo llegar a Primera División. Más allá de esto, los duelos entre el "aurirrojo" y el "globo correntino" se circunscriben en el ámbito de la Liga Correntina de Fútbol, no teniendo episodios a nivel nacional.

### Clásico del Litoral moderno
Se conoce como Clásico del Litoral a una tetralogía de partidos que enfrentan a los clubes más populares de la Provincia de Corrientes (Boca Unidos y Mandiyú), con sus pares de la Provincia del Chaco (Chaco For Ever y Sarmiento de Resistencia). Cada partido protagonizado por alguno de estos equipos de una y otra provincia, es considerado un "clásico" a nivel nacional, principalmente por sus participaciones tanto en los torneos nacionales de ascenso, como en Primera División en el caso de For Ever y Mandiyú. Al mismo tiempo, el origen de estos encuentros se circunscribe en el contexto de una vieja rivalidad entre las sociedades correntina y chaqueña, tal es así, que en más de una oportunidad se debieron organizar importantes operativos policiales las veces que parcialidades de una u otra provincia debían cruzar el Puente General Belgrano, que une a sus respectivas capitales. En el caso de Boca Unidos y For Ever, el enfrentamiento entre ambos clubes es una de las rivalidades más modernas dentro de este contexto, debido a que la principal rivalidad correntina de For Ever es con Mandiyú, equipo con el que se enfrentó en las décadas de 1980 y 1990 en las principales categorías nacionales, llegando a enfrentarse en Primera División, mientras que la principal rivalidad chaqueña de Boca Unidos es con Sarmiento, con quien llevan enfrentamientos desde los Torneos Regionales de fines de los años 1980. Con relación a la rivalidad Boca Unidos-Chaco For Ever, los principales enfrentamientos tuvieron lugar en los torneos nacionales de ascenso, llamados Argentino B y Federal A, donde llegaron a enfrentarse en diez oportunidades en el Argentino B y siete en el Federal A. A 2022, el historial entre aurirrojos y negros se muestra favorable al elenco de la Ciudad de Resistencia, con ocho triunfos forevistas, cuatro triunfos boquenses y 5 empates.
| Historial Boca Unidos-Chaco For Ever | Historial Boca Unidos-Chaco For Ever | Historial Boca Unidos-Chaco For Ever | Historial Boca Unidos-Chaco For Ever | Historial Boca Unidos-Chaco For Ever | Historial Boca Unidos-Chaco For Ever | Historial Boca Unidos-Chaco For Ever | Historial Boca Unidos-Chaco For Ever |
| Torneos                              | PJ                                   | Ganó FE                              | PE                                   | Ganó BU                              | Goles FE                             | Goles BU                             | Ref.                                 |
| ------------------------------------ | ------------------------------------ | ------------------------------------ | ------------------------------------ | ------------------------------------ | ------------------------------------ | ------------------------------------ | ------------------------------------ |
| Torneo Argentino B                   | 10                                   | 5                                    | 2                                    | 3                                    | 9                                    | 10                                   | [ 15 ]                               |
| Torneo Federal A                     | 7                                    | 3                                    | 3                                    | 1                                    | 9                                    | 7                                    | [ 16 ]                               |
| Totales                              | 17                                   | 8                                    | 5                                    | 4                                    | 18                                   | 17                                   |                                      |

### Clásico Aurirrojo
Dentro del contexto de duelos entre equipos correntinos y chaqueños citados en el apartado anterior, un enfrentamiento que tiene como protagonista a Boca Unidos es el que sostiene con Sarmiento de Resistencia, club con el cual a pesar de coincidir en el uso de sus colores institucionales, basan su rivalidad en el mismo contexto del enfrentamiento entre sus homólogos Mandiyú y For Ever. En el caso del "Clásico Aurirrojo", ambos equipos mantienen su rivalidad desde los Torneos del Interior que desde los años 1980 pasaron a otorgar plazas para la novel Primera B Nacional. Tras haberse desencontrado por más de 20 años, ambos elencos volverían a verse las caras tras la reorganización del Torneo Argentino B en 2005, teniendo una nueva pausa tras el vertiginoso ascenso de Boca Unidos que culminó con su participación en la B Nacional en 2009, habiéndose previamente consagrado campeón del Torneo Argentino A 2008/09. Finalmente, tras la caída de Boca Unidos al Torneo Federal A en 2018, nuevamente el elenco correntino cruzaría camino con varios conocidos, entre ellos Sarmiento, su homólogo de la Ciudad de Resistencia. En total, hasta 2023 boquenses y decanos se enfrentaron en 21 oportunidades: 4 veces por el Torneo del Interior, ocho por el Torneo Argentino B y nueve por el Torneo Federal A, contando nueve triunfos para Boca Unidos, ocho para Sarmiento y cuatro empates.
| Historial Boca Unidos-Sarmiento | Historial Boca Unidos-Sarmiento | Historial Boca Unidos-Sarmiento | Historial Boca Unidos-Sarmiento | Historial Boca Unidos-Sarmiento | Historial Boca Unidos-Sarmiento | Historial Boca Unidos-Sarmiento | Historial Boca Unidos-Sarmiento |
| Torneos                         | PJ                              | Ganó BU                         | PE                              | Ganó SR                         | Goles BU                        | Goles SR                        | Ref.                            |
| ------------------------------- | ------------------------------- | ------------------------------- | ------------------------------- | ------------------------------- | ------------------------------- | ------------------------------- | ------------------------------- |
| Torneo del Interior             | 4                               | 0                               | 1                               | 3                               | 5                               | 9                               | [ 17 ]                          |
| Torneo Argentino B              | 8                               | 6                               | 1                               | 1                               | 16                              | 7                               | [ 17 ]                          |
| Torneo Federal A                | 8                               | 3                               | 2                               | 4                               | 11                              | 12                              | [ 18 ]                          |
| Totales                         | 20                              | 9                               | 4                               | 8                               | 32                              | 28                              |                                 |

### Otras rivalidades
- Club Atlético Patronato de la Juventud Católica
- Club Deportivo Guaraní Antonio Franco

## Jugadores

### Plantel 2025
- Los equipos argentinos están limitados a tener un cupo máximo de seis jugadores extranjeros, aunque solo cinco podrán firmar la planilla del partido

### Mercado de pases 2025
- Actualizado el 14 de julio de 2025

#### Altas
| Verano                           |                |                                                     |                  |
| Matías Mazmud                    | Entrenador     | Justo José de Urquiza                               | Libre.           |
| David Acuña                      | Guardameta     | Villa Alvear de Resistencia                         | Fin de préstamo. |
| Lucas Álvarez                    | Guardameta     | Justo José de Urquiza                               | Libre.           |
| Santiago Chamorro                | Defensa        | C.A.I. de Comodoro Rivadavia                        | Fin de préstamo. |
| Leandro Díaz                     | Defensa        | Justo José de Urquiza                               | Libre.           |
| Matías Espíndola                 | Defensa        | Sarmiento de Leones                                 | Fin de préstamo. |
| Nahuel Franco                    | Defensa        | Akademija Pandev                                    | Libre.           |
| Mateo De Olivera                 | Centrocampista | Defensa y Justicia                                  | Libre.           |
| Leandro Gómez                    | Centrocampista | Deportivo Empedrado                                 | Fin de préstamo. |
| Kevin Gribas                     | Centrocampista | San Miguel                                          | Libre.           |
| Sebastián Navarro                | Centrocampista | Agropecuario de Carlos Casares                      | Libre.           |
| Esteban Orfano                   | Centrocampista | Ciudad Nueva                                        | Libre.           |
| Martín Ojeda                     | Centrocampista | Atlético San Jorge                                  | Fin de préstamo. |
| Agustín Romero Vanetta           | Centrocampista | San Miguel                                          | Libre.           |
| Leandro Vera                     | Centrocampista | Sportivo Italiano                                   | Libre.           |
| Israel Escalante                 | Delantero      | Boca Juniors                                        | Préstamo.        |
| Diego López                      | Delantero      | San Miguel                                          | Libre.           |
| Nicolás Núñez                    | Delantero      | San Miguel                                          | Libre.           |
| Maximiliano Osurak               | Delantero      | Deportivo Zacapa                                    | Libre.           |
| Tobías Pittón                    | Delantero      | Deportivo Empedrado                                 | Fin de préstamo. |
| Tiago Rodríguez                  | Delantero      | Justo José de Urquiza                               | Libre.           |
| Darío Rostagno                   | Delantero      | Atlético San Jorge                                  | Fin de préstamo. |
| Gastón Segovia                   | Delantero      | Deportivo Empedrado                                 | Fin de préstamo. |
| Edgar Villán                     | Delantero      | Talleres de Perico                                  | Fin de préstamo. |
| Invierno                         |                |                                                     |                  |
| Cristian Núñez Rolando Ricardone | Entrenador     | Plantel de la Liga Chaqueña Nacional José María Paz | Libre.           |
| Facundo Fernández                | Defensa        | Resistencia Central                                 | Libre.           |
| José Vivanco                     | Defensa        | C.A.I. de Comodoro Rivadavia                        | Libre.           |
| Francisco Aman                   | Delantero      | Huracán Las Heras                                   | Libre.           |
| Ignacio Colombini                | Delantero      | Olimpia                                             | Libre.           |
| Santiago Moracci                 | Delantero      | Atlético de Rafaela                                 | Libre.           |

#### Bajas
| Verano           |                |                             |                        |
| Roberto Marioni  | Entrenador     | Sarmiento de Resistencia    | Rescisión de contrato. |
| Federico Quijano | Guardameta     | Sol de América de Formosa   | Fin de contrato.       |
| Matías Espíndola | Defensa        | Mitre de Posadas            | Fin de contrato.       |
| Joaquín Livera   | Defensa        | Deportivo Morón             | Fin de contrato.       |
| Gabriel Morales  | Centrocampista | Unión Comercio              | Fin de contrato.       |
| Martín Ojeda     | Centrocampista | Olimpo de Bahía Blanca      | Traspaso.              |
| Bruno Rodríguez  | Delantero      | Atlas                       | Rescisión de contrato. |
| Darío Rostagno   | Delantero      | Estudiantes de Buenos Aires | Traspaso.              |
| Invierno         |                |                             |                        |
| Matías Mazmud    | Entrenador     | Bandera de ?                | Rescisión de contrato. |

## Entrenadores
Los técnicos destacados de la historia reciente del equipo aurirrojo han sido Arsenio Julio Ribeca, quien logró el ascenso del equipo del Torneo Argentino B al Torneo Argentino A en la temporada 2006/2007 y Frank Darío Kudelka quien logró el ascenso del equipo del Torneo Argentino A a la Primera B Nacional en la temporada 2008/2009.

## Palmarés
| Torneos Nacionales              | Torneos Nacionales                                                                 | Torneos Nacionales |
| Competición                     | Títulos                                                                            | Subcampeonatos     |
| ------------------------------- | ---------------------------------------------------------------------------------- | ------------------ |
|                                 |                                                                                    |                    |
| Tercera División                |                                                                                    |                    |
| Torneo Argentino A (1/0)        | 2008/09                                                                            |                    |
|                                 |                                                                                    |                    |
| Cuarta División                 |                                                                                    |                    |
| Torneo Argentino B (1/0)        | 2006-07                                                                            |                    |
|                                 |                                                                                    |                    |
|                                 |                                                                                    |                    |
| Torneos Regionales              |                                                                                    |                    |
| Competición                     | Títulos                                                                            | Subcampeonatos     |
| Primera A de la Liga Correntina |                                                                                    |                    |
| Oficial                         | 1942, 1953, 1957, 1972, 1977, 1981, 1983, 1986, 1987, 1991, 2005, 2008, 2009, 2010 |                    |
| Apertura                        | 1976, 1981, 1984, 1986                                                             |                    |
| Intermedio                      | 1985, 1991, 1998, 2001, 2004, 2005                                                 |                    |
| Clausura                        | 1977, 1978, 1980, 1983, 1987, 2000, 2001, 2002                                     |                    |
| Hexagonal                       | 1989                                                                               |                    |